# Opaon varicolor
Opaon varicolor är en insektsart som först beskrevs av Carl Stål 1878.  Opaon varicolor ingår i släktet Opaon och familjen gräshoppor. Inga underarter finns listade i Catalogue of Life.